# Eugenia petrophila
Eugenia petrophila är en myrtenväxtart som beskrevs av Ignatz Urban. Eugenia petrophila ingår i släktet Eugenia och familjen myrtenväxter. Inga underarter finns listade i Catalogue of Life.